# Michiko Sasahara
Michiko Sasahara –en japonés, 笹原 美智子, Sasahara Michiko– (27 de mayo de 1955) es una deportista japonesa que compitió en judo. Ganó una medalla de oro en el Campeonato Asiático de Judo de 1981 en la categoría de –61 kg.

## Palmarés internacional
| Campeonato Asiático | Campeonato Asiático | Campeonato Asiático | Campeonato Asiático |
| Año                 | Lugar               | Medalla             | Categoría           |
| ------------------- | ------------------- | ------------------- | ------------------- |
| 1981                | Yakarta (Indonesia) | Medalla de oro      | –61 kg              |